# Sway (rappeur)
Pour les articles homonymes, voir Sway.
Derek Andrew Safo, dit Sway, est un rappeur et producteur britannique, né le 5 septembre 1982 à Hornsey.

## Biographie

### Jeunesse
Derek Safo est né en septembre 1982 dans la ville d'Hornsey, situé dans le nord de Londres. Ses parents, Beatrice et Adam, sont tous deux ghanéens. Safo retourne dans son pays d'origine durant sa petite enfance. Le garçon, une fois rentré en Angleterre, a du mal à s'adapter à l'anglais tout en développant une fascination pour cette langue. Il suit des études mais se consacre rapidement à la musique. Le jeune passe ses pauses du midi à apprendre à produire de la musique.

### Carrière

#### Débuts musicaux
Sway rejoint à 14 ans deux autres rappeurs afin de former un groupe nommé Phynix Crew. Ils enregistrent de nombreux freestyles et entrent même en 1998 dans Rapology Choice FM. L'année suivante, il joue un rôle important dans la fusion de plusieurs rappeurs d'écoles différentes, réunis sous le nom de One. Ces derniers réalisent indépendamment un album, Onederful World, qu'ils vendent main à main. Lors de cette periode, Sway produit un album intitulé Masem, de l'artiste ghanéen Tic Tac. Il est repéré par Task Force, un pionnier du hip-hop anglais, lors d'un battle de rap perdu contre Chester P. Le collectif dispose maintenant d'un studio d'enregistrement. Ayant produit la moitié de leur nouvel album, Sway décide de quitter One. En raison de son jeune age, il craint de n’être pas prit au sérieux par les autres membres du groupe et décide de se lancer dans une carrière solo.

#### On My Own (2002)
Sway continue néanmoins de participer à des compétitions open mic. Quittant le domicile familial, il recherche des petits emplois afin de rester à flot. Le rappeur a notamment travaillé pour un fabricant de sonnerie téléphonique où il produit lui-même les sons. Par la suite, il étudie à l'académie de Westminster pour apprendre l'ingénierie sonore puis au City & Islington College. Sway devient un élément important du collectif 5th Element, de son cousin DJ encre. Payé pour ses vers, il fabrique son propre vinyle pour le distribuer et le vendre. Voulant gagner ses galons auprès d'artistes, il est présenté par un ancien partenaire du collectif One, Alex Lanipekun, au groupe Sony Street et fait la connaissance de DJ Semtex et de Tumai Salih. Sway distribue alors des dépliants et des affiches de concert tout en tenant à vendre des CD de promotions à des magasins de disques de musiques et de DJ pour se faire un nom dans le milieu. Ne voulant pas être catégorisé comme « rappeur », il couvre son visage sur les photos avec l'emblème du Royaume Uni, l'Union Jack, qui deviendra plus tard un symbole de la musique urbaine britannique. Il décide à ce moment de créer sa propre maison de disques.

#### Dcypha Productions (2003-2004)
Sway s'associe à un cousin plus âgé, nommé Appiah, afin de créer une société de production du nom de Dcypha Productions, basé à Hornsey. Il commence dès lors à travailler pour son compte en sortant This Is My Promo (Volume 1 & 2). Cette mixtape a plus de succès que prévu et les demandes pour plus de copies se font incessantes. Sway lui-même sort dans les rues pour vendre sa mixtape à des passants qui ne savent pas qu'il en est l'auteur. Ses voyages dans des villes comme Manchester, Newcastle ou Bristol en tant que membre du collectif Defjam inspire le rappeur pour écrire un single du nom de Up Your Speed.